# روونا کونومی
روونا کونومی (انگلیسی: Runa Konomi؛ زادهٔ ۶ اوت ۲۰۰۰) بازیکن فوتبال اهل ژاپن است.